# Айкава (Айті)
Айка́ва (яп. 相川村, あいかわむら, МФА: [ai̯kawa muɾa]) — село в Японії, в повіті Ацумі префектури Айті. Існувало протягом 1889–1906 років. Розташовувалося в басейні річки Сідзімі. Утворене шляхом об'єднання сіл Танікума, Тойосіма та частини села Муцуре. Поділялося на три сільські райони — Танікума, Тойосіма, Муцуре. Назва означала «злиття річок» і походила від місця злиття річки Сідзімі із річкою Дзінко. Станом на 1889 рік в селі нараховувалося 316 дворів, 908 чоловіків, 937 жінок, 2 школи. 1908 року інкорпороване до складу містечка Тахара як квартал Айкава (яп. 相川町, あいかわちょう, МФА: [ai̯kawa t͡ɕoː]).